# Легенди: Гробниця дракона
Легенди: Гробниця дракона (англ. Legendary: Tomb of the Dragon) — британський пригодницький бойовик 2013 року.

## Сюжет
Команда дослідників подорожує по Китаю в пошуках слідів доісторичних тварин. Випадково вони знаходять місце, де величезні монстри не просто добре збереглися, а й живуть і полюють. Радість від знайомства із знахідками псує мисливець на ім'я Харкер, який відкрив стрілянину в самий невідповідний момент. Тепер людям доведеться протистояти монстрам і рятуватися втечею.

## У ролях
| Актор              | Роль            |
| ------------------ | --------------- |
| Скотт Едкінс       | Тревіс Престон  |
| Дольф Лундгрен     | Харкер          |
| І Хуан             | доктор Лан Цзен |
| Нейтан Лі          | Брендон Хуа     |
| Джеймс Ленс        | Дуг МакКоннелл  |
| Лідія Леонард      | Кеті            |
| Ген Ле             | Джианю          |
| Мюррей Клайв Вокер | Чак             |
| Віктор Собчак      | Вадим           |
| Том Остін          | Скотт           |
| Девід Дженкінс     | Фрай            |
| Пол Філіп Кларк    | Карл            |